# 시트르산
시트르산(영어: citric acid) 또는 구연산(枸櫞酸)은 감귤류의 과일에서 주로 발견되는 약한 유기산이며, 화학식은 C
6H
8O
7이다. 생화학에서 시트르산은 산소 호흡을 하는 모든 생물의 대사 과정에서 일어나는 시트르산 회로의 중간생성물이다.
매년 백만 톤 이상의 시트르산이 제조된다. 시트르산은 향료, 킬레이트제, 산성화제로 광범위하게 사용된다. 시트르산은 자연적인 보존제이며, 음식이나 음료수에 산성 또는 신맛을 첨가하기 위해 사용한다. 또한 시트르산은 환경 친화적인 청소제로도 쓰이며, 커피포트 등에 굳은 석회질을 녹이는데도 쓰인다.
시트레이트(citrate)는 시트르산의 유도체로 용액에서 발견되는 염, 에스터(에스테르), 다원자 음이온이다. 예를 들어, 염은 시트르산 삼나트륨(trisodium citrate), 에스터는 트라이에틸 시트레이트(triethyl citrate)이다. 염의 일부분인 경우, 시트르산 이온의 화학식은 C6H5O73- 또는 C3H5O(COO)33-로 표기한다.

## 이름
시트르산은 특정 과일과 야채에 많이 들어 있는데, 감귤류 과일에 특히 많이 들어 있어서 이 이름이 정해졌다. 라틴어 "citrus"는 "감귤"을 뜻하며, "구연(枸櫞)"은 "레몬을 가리키는 한자"이다.

## 자연적인 생성 및 산업적인 생산

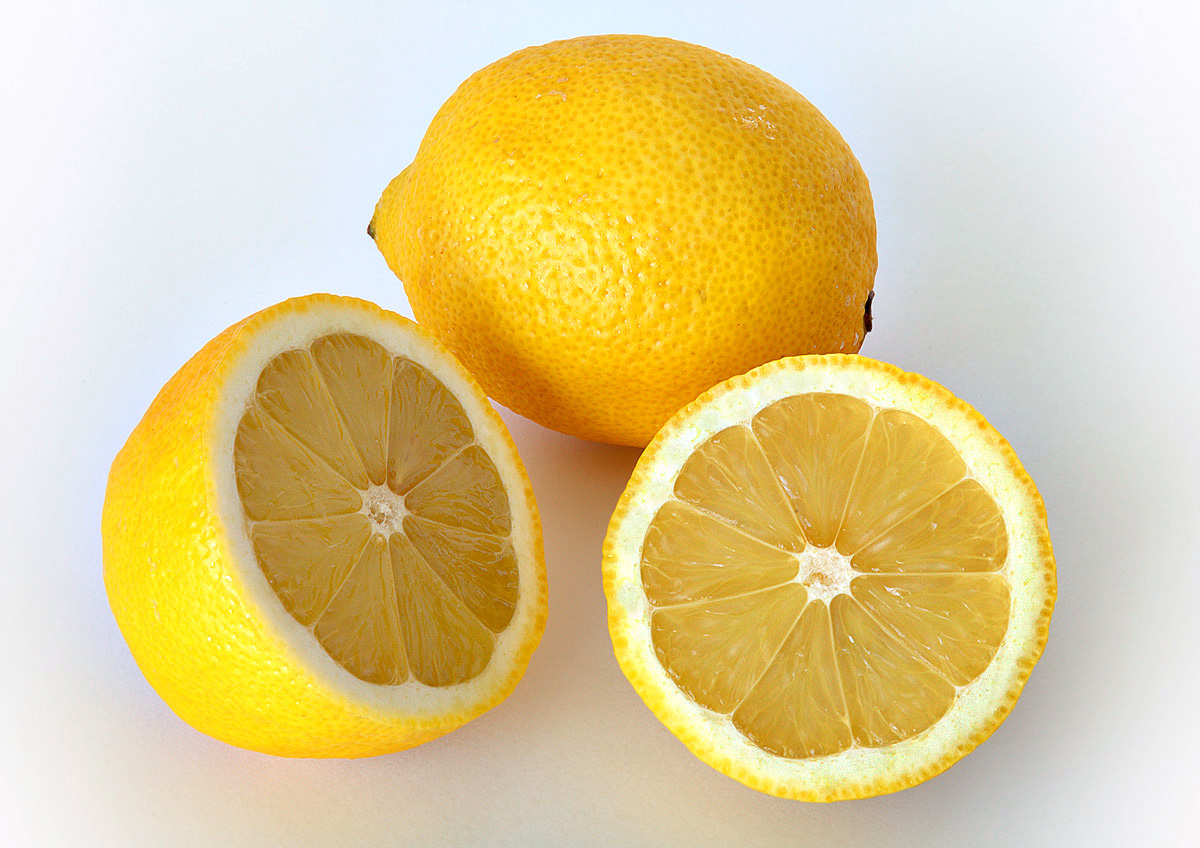
레몬, 오렌지, 라임 및 기타 감귤류는 높은 농도의 시트르산을 함유하고 있다.

시트르산은 다양한 과일과 채소 특히 감귤류의 과일에 많이 존재한다. 레몬과 라임은 특히 산의 농도가 높은데, 과일 건조 중량의 약 8%를 차지한다(주스에서 약 47g/L). 감귤류에서 구연산의 농도는 오렌지와 자몽의 경우 0.005mol/L에서 레몬과 라임의 경우 0.30mol/L까지 분포한다. 종들 사이에서 이 값은 재배 품종 및 과일이 재배되는 상황에 따라 달라진다.
산업적인 규모의 시트르산 생산은 1890년에 이탈리아의 감귤 산업에서 시작되었으며, 주스를 수화된 석회(수산화 칼슘)로 처리하여 시트르산 칼슘을 침전시켰으며, 이를 분리한 다음 묽은 황산으로 처리하여 다시 시트르산으로 전환시켰다. 칼 베머(Carl Wehmer)는 푸른곰팡이가 당으로부터 시트르산을 생성할 수 있는 것을 발견했다. 그러나 미생물에 의한 시트르산의 생산은 제1차 세계 대전에 의해 이탈리아의 감귤류 수출이 붕괴될 때까지 산업적으로 중요하지 않았다.
1917년 미국의 식품 화학자인 제임스 커리(James Currie)는 검은곰팡이(Aspergillus niger)가 효율적인 시트르산 생산자가 될 수 있는 특정 균주를 발견했으며, 제약 회사인 화이자는 2년 후에 이 기술을 사용하여 산업 수준의 생산을 시작했으며, 1929년에 시트리크 벨지(Citrique Belge)가 뒤를 이었다. 시트르산을 생산하기 위해 설탕 또는 포도당 함유 배지에 검은곰팡이(Aspergillus niger)를 배양하는 기술은 오늘날에도 사용되는 시트르산의 주요 산업적 제조 방법이다. 당의 공급원은 옥수수 침지액(corn steep liquor), 당밀, 가수분해된 옥수수 녹말 또는 기타 저렴한 설탕 용액들이다. 곰팡이가 생성된 용액으로부터 여과된 후에 시트르산은 수산화 칼슘으로 처리하여 시트르산 칼슘을 침전시켜, 이를 분리한 다음(감귤류 주스로부터 직접 추출하는 것과 같이) 묽은 황산으로 처리하여 시트르산을 재생성한다.
1977년에 레버 브러더스(Lever Brothers)사는 고압 조건에서 아코니트산 또는 아이소시트르산 칼슘으로부터 출발하는 시트르산의 화학적 합성에 대한 특허를 받았다. 이는 시트르산 회로의 비효소적인 역반응으로 거의 정량적인 전환으로 시트르산을 생성했다.
2007년에 시트르산의 세계 연간 생산량은 약 1,600,000톤에 달했다. 전체 생산량의 50%이상이 중국에서 생산되었다. 시트르산 전체 생산량의 50%이상이 음료의 산성도 조절에 사용되었고, 약 20%는 기타 식품 제조 분야에, 20%는 세제 제조 분야에, 10%는 화장품, 의약품 및 화학 산업과 같은 식품 이외의 분야에서 사용되었다.

## 화학적 특성

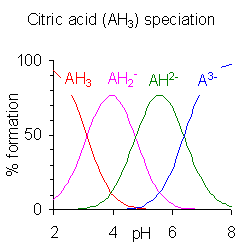
시트르산 10 mM 용액에 대한 분화 다이어그램

1784년 스웨덴의 화학자 칼 빌헬름 셸레는 레몬 주스를 결정화하여 시트르산을 최초로 분리했다. 시트르산은 무수(수분이 없는 형태) 또는 일수화물(monohydrate) 형태로 존재할 수 있다. 시트르산의 무수 형태는 뜨거운 물에서 결정화되는 반면, 일수화물은 찬물에서 결정화된다. 일수화물은 약 78°C에서 무수 형태로 전환될 수 있다. 또한 시트르산은 15°C에서 무수 에탄올에(에탄올 100분자당 시트르산 76분자) 용해된다. 시트르산은 175°C이상에서 CO2를 방출하면서 분해된다.
시트르산은 일반적으로 25°C에서 5.21, 4.28, 2.92의 pKa 값을 갖는 삼염기산(tribasic acid)으로 간주된다. 하이드록시기의 pKa 값은 13C 핵자기공명 분광학(NMR spectroscopy)에 의해 14.4로 밝혀졌다. 분화 다이어그램은 시트르산 용액이 pH 2 ~ pH 8 사이의 완충 용액임을 보여준다. 생물체 내 환경인 pH 7 부근에 존재하는 2가지 형태는 시트레이트(citrate)와 시트르산 일수소 이온(mono-hydrogen citrate ion)이다. SSC 20X hybridization buffer는 일반적으로 사용되는 예이다. 생화학 연구를 위해 편집된 목록을 사용할 수 있다.
시트르산의 1 mM 용액의 pH는 약 3,2이다. 오렌지와 레몬과 같은 감귤류의 과일 주스의 pH는 시트르산의 농도에 달려있다.
시트르산 나트륨(sodium citrate)과 같은 시트르산의 산성염은 화합물을 결정화하기 전에 pH를 조심스럽게 조절하여 제조할 수 있다.
시트르산 이온은 금속 양이온과 복합체를 형성한다. 이러한 복합체의 형성을 위한 안정도 상수는 킬레이트 효과 때문에 상당히 크다. 따라서 시트르산 이온은 알칼리 금속 양이온과도 복합체를 형성한다. 그러나 3개의 카복실기를 모두 사용하여 킬레이트 착물을 형성하는 경우 킬레이트 고리는 7개 및 8개의 구성 원자를 가지며, 일반적으로 더 작은 킬레이트 고리보다 열역학적으로 덜 안정하다. 결과적으로 하이드록시기는 시트르산 철 암모늄(ammonium ferric citrate, (NH
4)
5Fe(C
6H
4O
7)
2·2H
2O)에서와 같이 탈양성자화되어 더 안정한 5원자 고리의 일부를 형성할 수 있다.
트라이에틸 시트레이트(triethyl citrate)와 같은 에스터(에스테르)가 만들어질 수 있다.

## 생화학

### 시트르산 회로
시트르산은 동물, 식물, 세균의 중심 대사 경로인 시트르산 회로의 중간생성물이다. 시트르산 생성효소는 옥살아세트산과 아세틸-CoA를 축합하여 시트르산을 생성하는 반응을 촉매한다. 시트르산은 아코니테이스의 기질로 작용하여 아코니트산으로 전환된다. 시트르산 회로는 옥살아세트산을 재생성하고 반복적으로 돌아간다. 이러한 일련의 화학 반응들에서 고등 생물에서 음식물로부터 생산하는 에너지의 3분의 2를 생성한다. 핸스 애돌프 크레브스는 시트르산 발견에 대한 공로로 1953년 노벨 생리학·의학상을 수상했다.
일부 세균 특히 대장균(E. coli)은 내부적으로 시트르산 회로의 일부분으로 시트르산을 생성하고 소비할 수 있지만, 세포 내로 시트르산을 수송하는데 필요한 효소가 없기 때문에 영양분으로 시트르산을 이용할 수가 없다. 리처드 렌스키(Richard Lenski)의 대장균의 장기간 진화 실험에서 시트르산을 포함하고 있는 포도당 최소 배지에서 수만 세대를 거치면서 진화가 일어난 후 변종 대장균은 시트르산을 호기적으로 이용하여 성장할 수 있는 능력을 갖춘 것으로 진화했다. 렌스키의 제자인 자카리 블론트(Zachary Blount)와 동료들은 "Cit+" 대장균의 새로운 특성이 어떻게 진화할 수 있었는지에 대해 연구했다. 연구팀은 희귀 복제 돌연변이에 의해 이러한 변화가 일어났다는 증거를 발견했다. Cit+ 특성의 진화는 진화에서 역사적인 우연성의 역할에 대한 주목할만한 사례로 간주된다.

### 기타 생물학적 역할
시트르산은 미토콘드리아에서 세포질로 수송된 다음 지방산 합성 및 옥살아세트산으로의 변환을 위해 아세틸-CoA로 분해될 수 있다. 시트르산은 이러한 전환 과정에서의 양성 조절자이며, 아세틸-CoA를 말로닐-CoA로 전환시키는(지방산 합성에서의 투입 단계) 조절 효소인 아세틸-CoA 카복실화효소(acetyl-CoA carboxylase)를 다른 자리 입체성으로 조절한다. 요컨대, 시트르산은 세포질로 수송되어 아세틸-CoA로 전환되며, 시트르산에 의해 다른 자리 입체성으로 조절되는 아세틸-CoA 카복실화효소에 의해 아세틸-CoA가 말로닐-CoA로 전환된다.
세포질의 시트르산의 높은 농도는 해당과정의 속도 제한 단계 중 하나를 촉매하는 포스포프럭토키네이스를 억제할 수 있다. 이러한 효과의 이점은 높은 농도의 시트르산은 생합성 전구체 분자가 풍부하다는 것을 나타내므로 포스포프럭토키네이스가 그 기질인 과당 6-인산을 해당과정으로 계속 보낼 필요가 없다는 점이다. 시트르산은 고농도의 ATP의 억제 효과를 증가시키는 것으로 작용하며, 또 다른 신호는 해당과정을 수행할 필요가 없다는 것이다.
시트르산은 인회석 결정의 크기를 조절하는데 도움이 되는 뼈의 중요한 구성 성분이다.

## 이용

### 음식과 음료

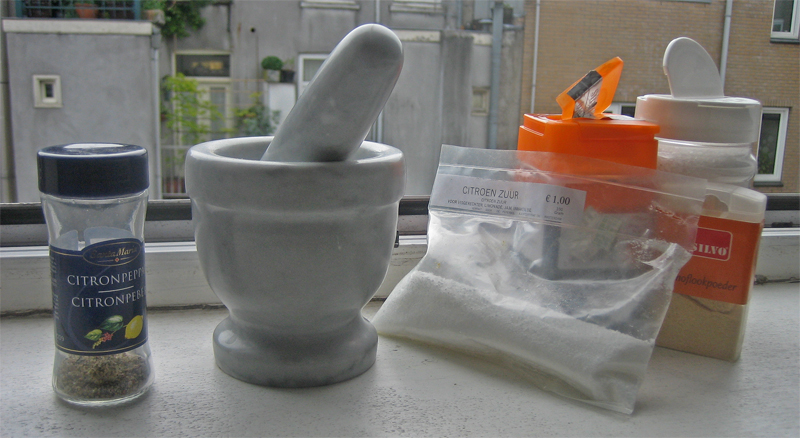
레몬 후추 조미료를 만드는데 사용되는 시트르산 분말

시트르산은 식용할 수 있는 강산이기 때문에 식품 및 음료, 특히 청량 음료 및 사탕에서 향료 및 보존제로 주로 사용된다. 유럽 연합 내에서 E 번호는 E330으로 표시된다. 다양한 금속의 시트르산염은 많은 식이 보충제에서 생물학적으로 이용 가능한 형태로 미네랄을 전달하는데 사용된다. 시트르산은 2.47 kcal/g의 열량을 갖고 있다. 시트르산의 완충 능력은 가정용 세제 및 의약품의 pH를 조절하는데 사용된다. 미국에서 식품 첨가물로써 시트르산에 대한 순도 요구 사항은 미국 약전(United States Pharmacopoeia, USP)에 의해 출판되는 미국 식품화학물질 규격집(Food Chemicals Codex)에 의해 정의된다.
시트르산은 유화제로 아이스크림에 첨가하여 지방이 분리되지 않도록 하고, 캐러멜에 첨가하여 설탕 결정이 생기는 것을 방지하거나, 신선한 레몬 주스를 대신하여 요리에 첨가할 수도 있다. 시트르산은 소화제(예: 분말 및 정제) 및 개인위생 용품(예: 목욕 소금, 배스 밤 등)으로 다양한 발포제가 함유된 탄산 수소 나트륨과 함께 사용된다. 건조된 가루 형태로 판매되는 시트르산은 식용 소금과 물리적으로 흡사하기 때문에 일반적으로 시장 및 식료품점에서 "신맛나는 소금"으로 판매된다. 또한 시트르산은 식초나 레몬 주스 대신에 산이 필요한 요리에 사용된다.
시트르산은 일반적으로 염료의 pH 수준을 맞추기 위해 착색제에 사용될 수 있다.

### 세제 및 킬레이트제
시트르산은 우수한 킬레이트제로 금속과 결합하여 금속이 용해되도록 한다. 시트르산은 보일러와 증발기에서 석회 자국(물에 녹아있던 석회가 엉겨붙어 배관 등에 생긴 흔적)을 제거하고 생성을 억제하는데 사용된다. 시트르산은 비누와 세탁 세제의 효과를 향상시키는데 유용한 물을 처리하는데 사용될 수 있다. 경수에서 금속을 킬레이트함으로써 세제는 물을 연화시키지 않고도 거품을 생성하고 세척력을 발휘할 수 있다. 시트르산은 일부 욕실 및 주방 세제의 활성 성분이다. 6% 농도의 시트르산을 함유한 용액은 유리의 물 얼룩을 문지름없이 제거한다. 산업에서는 철강에서 녹을 녹이는데 사용된다. 시트르산은 모발에서 왁스와 염색 성분을 씻어내는 샴푸에 사용될 수도 있다.
산업에서는 강철에서 녹을 제거하고, 스테인리스강을 부동화시키는데 사용된다.
이러한 킬레이트 능력의 예로 시트르산은 1940년대 맨해튼 프로젝트에서 란탄족 원소의 이온 교환 분리에 사용된 최초의 성공적인 용리제(eluant)였다. 1950년대에 시트르산은 훨씬 더 효율적인 에틸렌다이아민테트라아세트산(EDTA)으로 대체되었다.

### 화장품, 의약품, 식이 보충제 및 식품
시트르산은 크림, 젤 및 모든 종류의 액체에서 산미료로 널리 사용된다. 식품 및 식이 보충제에서의 사용시 첨가된 목적이 공정의 기술적 또는 기능적 효과(예: 산미료, 킬레이트제, 점성 첨가제 등)를 위한 것이라면 가공 보조제로 분류할 수 있다. 만약 시트르산이 의미가 없는 양만큼 존재하고 기술적 또는 기능적 효과가 더 이상 존재하지 않으면 <21 CFR §101.100(c)>의 표시 면제를 받을 수 있다.
시트르산은 α-하이드록시산으로 화학적인 박피술에서 활성 성분으로 사용된다.
시트르산은 일반적으로 갈색 헤로인의 용해도를 증가시키는 완충 용액으로 사용된다. 일회용 시트르산 살균제는 HIV 및 간염의 확산을 줄이기 위해 헤로인 투약자들이 사용한 더러운 주사 바늘을 깨끗한 주사 바늘로 교환하도록 유도하기 위해 사용되었다.
시트르산은 항바이러스 조직의 생산 과정에서 활성 성분 중 하나로 사용된다.

### 기타 용도
시트르산은 산성 염료로 가정용 염색에서 백식초(white vinegar)의 냄새가 없는 대용품으로 사용된다.
시트르산 나트륨은 베네딕트 시약의 구성 성분으로 정성적, 정량적으로 환원당의 검출 확인에 사용된다.
시트르산은 스테인리스강의 부동태화(passivation)에서 질산 대신에 사용될 수 있다.
시트르산은 사진 필름을 현상하는 과정에서 냄새를 막는 용액으로 사용될 수 있다. 현상액은 알칼리성이므로 약산을 중화시키고 신속하게 그 작용을 중지시키는데 일반적으로 사용되는 아세트산은 암실에서 강한 식초 냄새를 풍긴다.
시트르산/시트르산 칼륨-나트륨은 혈액의 산 조절제로 사용될 수 있다.
수돗물을 정수할 때 정수과정 중에 막 여과시설이 있다. 막 여과시설에 달라붙은 무기물질을 세척할 때 시트르산이 쓰인다.

## 작은 분자에서 고체 물질 합성
재료과학에서 시트르산-젤 법(citrate-gel method)은 작은 분자에서 고체 물질을 생산하는 방법인 졸-젤 법(sol-gel method)과 유사한 공정이다. 합성 과정동안 금속염 또는 알콕사이드는 시트르산 용액에 도입된다. 시트르산 착화합물의 형성은 용액 내 이온의 개별적인 행동의 차이를 균형있게 잡아줄 것으로 믿어지며, 이는 이온의 보다 나은 분포를 가져오고 이 후의 공정 단계에서 성분들의 분리를 방지한다. 에틸렌 글리콜과 시트르산의 중축합은 100ºС 이상에서 시작되어, 고분자 시트르산 젤이 생성된다.

## 안전성
시트르산은 약산이지만, 순도가 높은 시트르산에 노출되면 신체에 좋지 않은 영향을 미칠 수 있다. 흡입하면 기침, 숨 가쁨, 목 통증을 유발할 수 있다. 과다 섭취는 복통과 목 통증을 유발할 수 있다. 피부와 눈이 시트르산 농축액에 노출되면 발작과 통증을 유발할 수 있다. 장기간 또는 반복적으로 섭취하면 치아 에나멜이 침식될 수 있다.

## 같이 보기
- TCA 회로
- 아이소시트르산
- 아코니트산
- 트라이카발릴산